# Пруденций
Аврелий Пруденций Клеменс Пруденц (на латински: Aurelius Prudentius Clemens, Prudenz, * 348; † след 405) е най-важният християнски-късноантичен поет.
Той е роден и вероятно умира в римската провинция Тараконска Испания (Северна Испания).
Пруденций следва реторика и е доста успешен адвокат и два пъти управител на провинция. Император Теодосий I го извиква в двора си. Там той прави кариера като висш императорски чиновник в канцлая. Около 392 г. той се оттегля от обществения живот и става аскет. 
Най-влиятелното ну произведение е „Психомахия“ (Psychomachia). През Средновековието произведенията му се четат в училището. От него са известни 300 ръкописа, най-старият е от 6 век.

## Произведения
- Liber cathemerinon,
- Peristephanon,
- Psychomachia,
- Apotheosis Christi,
- Hamartigenia,
- Libri contra Symmachum (Против Симах),
- Dittochaeon.